# 히어로즈 오브 마이트 앤 매직 온라인
히어로즈 오브 마이트 앤 매직 온라인(Heroes of Might and Magic Online)은 유비소프트가 중국회사 넷드래곤과 TQ 디지털 엔터테이먼트와 손잡아 만든 온라인게임이다. 전반적인 그래픽은 히어로즈5와 유사하며 타운과 유닛은 히어로즈3와 유사하다.

## 같은 점
히어로즈 시리즈만의 고유적인 속성은 같다고 본다. 기본적인 세계관이나 고유의 턴 방식 또한 같다. 일반적으로 온라인이라서 도입하기 힘든 모험지도 또한 부분적으로 차용해서 히어로즈 시리즈를 즐기던 사람이라면 쉽게 접근할 수 있다고 본다. 자원은 존재하나 그 역할은 아주 미비하다.

## 다른 점
같은 부분이 많으면서도 히어로즈 시리즈와는 다른 모습이 여럿보인다. 예를 들자면 데리고 다닐 수 있는 유닛의 숫자가 제한되어 영웅이 데리고 다닐 수 있는 유닛의 수가 제한되었다. 또한 자신만의 고유한 타운이 존재하지 않고 건물 또한 건설할 수 없다. 패키지 형태로 출시될 때와는 달리 그래픽적인 부분은 비슷하지만 다소 섬세함이 많이 사라진 모습에 많은 이들이 실망하고 있지만 아직까지의 행보는 괜찮다고 본다.

## 타운
역대 전작의 모든 타운이 등장한다.
- 캐슬(헤이븐, 나이트)
- 인페르노
- 네크로폴리스(네크로멘서)
- 스트롱홀드(바바리안)
- 램파트(소서리스, 실반, 프리저브)
- 던전(워락, 어사일럼)
- 포트리스
- 컨플럭스
- 엠파이어(생츄어리)

## 시스템
유닛체계는 히어로즈3와 같은 7단계에 모든 유닛을 업그레이드 할 수 있다. 그래픽은 히어로즈5와 같은 형태다. 영웅은 히어로즈6와 같이 마법형과 무력형의 영웅을 선택할 수 있다.

## 지원하는 나라
세 가지 버전의 클라이언트가 지원된다. 일반적으로 아시아 사람들을 위한 Asia의 클라이언트, 영어권의 사람들을 위한 Eu클라이언트, 그리고 중국인들을 위한 클라이언트가 있다. 현재 한국에서는 정식적으로 지원하지 않기 때문에 아시아 클라이언트를 이용하여 게임을 즐길 수 있다.